# Francisco Ruiz Massieu
Francisco Ruiz Massieu är en ort i Mexiko.   Den ligger i kommunen Técpan de Galeana och delstaten Guerrero, i den södra delen av landet, 300 km sydväst om huvudstaden Mexico City. Francisco Ruiz Massieu ligger 27 meter över havet och antalet invånare är 205.
Terrängen runt Francisco Ruiz Massieu är kuperad åt nordost, men åt sydväst är den platt. Runt Francisco Ruiz Massieu är det ganska glesbefolkat, med 22 invånare per kvadratkilometer. Närmaste större samhälle är San Luis de La Loma, 1,2 km sydväst om Francisco Ruiz Massieu. Omgivningarna runt Francisco Ruiz Massieu är en mosaik av jordbruksmark och naturlig växtlighet.